# Ten Scars Make a Man
Ten Scars Make a Man é um seriado estadunidense de 1924, gênero aventura, dirigido por William Parke, em 10 capítulos, estrelado por Allene Ray e Jack Mower. Foi produzido e distribuído pela Pathé Exchange, e veiculou nos cinemas estadunidenses entre 12 de outubro a 14 de dezembro de 1924.
Este seriado é considerado perdido.

## Elenco
- Allene Ray - Jean Morell
- Jack Mower - Jack O'Day
- Rose Burdick - Rita Morell
- Frank Whitson - Henry O'Day
- Larry Steers - Edgar Venable
- Leon De La Mothe - Luther Candle (creditado Leon Kent)
- Harry Woods - Buck Simpson
- Frank Lanning - Aztinca
- Lillian Gale - Maria
- Scott McKee

## Capítulos
1. Two Girls and a Man
2. Cowboy Chivalry
3. Westward Bound
4. The Cattle Raid
5. Through the Hills
6. Midnight Marauders
7. Unmasked
8. Liquid Gold
9. The Valley of the Legend
10. The End of the Quest

## Seriado no Brasil
Ten Scars Make a Man estreou no Brasil em 1927, através da companhia distribuidora paulistana “Programa Barone”, sob o título “As Dez Cicatrizes”.